# Matías Gutiérrez
Matías Ignacio Gutiérrez Breve (Temuco, Región de la Araucanía, Chile, 4 de octubre de 1994) es un futbolista chileno que se desempeña como lateral derecho.

## Trayectoria
Comenzó en el profesionalismo cuando en 2012 es ascendido al equipo estelar de Colo-Colo. 
Debutó en Primera División por el cuadro albo el 15 de julio de 2012, por la segunda fecha del Torneo Clausura contra O'Higgins en  el Estadio El Teniente de Rancagua, en un encuentro que terminó con empate 1-1, y en el cual ingresó en el 64' de juego en reemplazo de José Pedro Fuenzalida, con la camiseta número 31 en su espalda.
Durante esa temporada, además, disputó 7 partidos de Copa Chile, siendo titular en 6 de ellos, jugando un total de 577 minutos como lateral por la banda derecha. 
Finalizado el año 2012, y pese a mostrar buen nivel, no volvió a disputar un partido por el primer equipo de Colo-Colo, convirtiéndose en habitual de la oncena titular del equipo filial que cada fin de semana disputaba la Segunda División de Chile. 
Así se mantuvo hasta la temporada 2013/14, para luego abandonar el club y recalar en Coquimbo Unido, equipo perteneciente a la Primera B, segunda categoría del fútbol chileno.
En 2016 fue anunciado como nuevo jugador de Malleco Unido. En 2019, fue refuerzo de Colchagua Club de Deportes.

## Selección nacional

### Selección adulta
A finales del año 2011 es convocado por primera vez a la selección adulta, para disputar un partido amistoso contra Paraguay, jugado el 21 de diciembre de 2011, donde lograría debutar al ingresar en el segundo tiempo, en el duelo que acabó con la victoria de su equipo por tres goles a dos.

### Partidos internacionales
| 1     | 21 de diciembre de 2011 | Estadio La Portada, La Serena, Chile | Chile      | 3-2 | Paraguay |   |  | Claudio Borghi | Amistoso |
| Total | Total                   | Total                                | Presencias | 1   | Goles    | 0 |  |                |          |

| Selección chilena | Selección chilena | Selección chilena |
| Año               | Partidos          | Goles             |
| ----------------- | ----------------- | ----------------- |
| 2011              | 1                 | 0                 |
| Total             | 1                 | 0                 |

## Estadísticas
| Club                   | Div.             | Temporada        | Liga  | Liga  | Copas nacionales | Copas nacionales | Torneos internacionales | Torneos internacionales | Total | Total |
| Club                   | Div.             | Temporada        | Part. | Goles | Part.            | Goles            | Part.                   | Goles                   | Part. | Goles |
| ---------------------- | ---------------- | ---------------- | ----- | ----- | ---------------- | ---------------- | ----------------------- | ----------------------- | ----- | ----- |
| Colo-Colo 'B' · Chile  | 3.ª              | 2012             | 18    | 0     | —                | —                | —                       | —                       | 18    | 0     |
| Colo-Colo 'B' · Chile  | 3.ª              | 2013             | 7     | 1     | —                | —                | —                       | —                       | 7     | 1     |
| Colo-Colo 'B' · Chile  | 3.ª              | 2013-14          | 18    | 1     | —                | —                | —                       | —                       | 18    | 1     |
| Colo-Colo 'B' · Chile  | Total club       | Total club       | 43    | 2     | 0                | 0                | 0                       | 0                       | 43    | 2     |
| Colo-Colo · Chile      | 1.ª              | 2012             | 1     | 0     | 7                | 0                | —                       | —                       | 8     | 0     |
| Colo-Colo · Chile      | Total club       | Total club       | 1     | 0     | 7                | 0                | 0                       | 0                       | 8     | 0     |
| Coquimbo Unido · Chile | 2.ª              | 2015-16          | 8     | 0     | 1                | 0                | —                       | —                       | 9     | 0     |
| Coquimbo Unido · Chile | Total club       | Total club       | 8     | 0     | 1                | 0                | 0                       | 0                       | 9     | 0     |
| Malleco Unido · Chile  | 3.ª              | 2016-17          | 22    | 1     | —                | —                | —                       | —                       | 22    | 1     |
| Malleco Unido · Chile  | 3.ª              | 2017             | 9     | 1     | —                | —                | —                       | —                       | 9     | 1     |
| Malleco Unido · Chile  | Total club       | Total club       | 31    | 2     | 0                | 0                | 0                       | 0                       | 31    | 2     |
| Total en carrera       | Total en carrera | Total en carrera | 83    | 4     | 8                | 0                | 0                       | 0                       | 91    | 4     |
| 1. 2. 3.               |                  |                  |       |       |                  |                  |                         |                         |       |       |